# 葉山豪
葉山豪（1975年4月10日—），本名小室博義，日本京都府出生，日本電影演員。

## 略歷
葉山豪早年在日本京都擔任餐廳侍應，因對演藝事業有濃厚興趣，1999年到台灣任模特兒，2001年透過一名香港女模特兒介紹下，到香港參與拍攝其首部電影《不解之謎》而出道。他曾參與演戲多部由成龍主演的電影，如《新警察故事》、《新宿事件》等，於電影中主要演日本人角。2010年演出電影《分手說愛你》，同年亦接拍由蕭若元監製的香港首部三維情色電影《3D肉蒲團之極樂寶鑑》，飾演男主角未央生，2011年4月14日於香港上映且為觀眾所注意。
2018年，首度參與拍攝日本電視劇《基度山恩仇記-華麗的復仇-》，在劇中飾演一名香港黑幫份子，與主演藤岡靛有對手戲 。
葉山豪的藝名，源於其朋友喜歡山葉電單車，以山葉倒轉為「葉山」作姓，並由相士起名「豪」為藝名。

## 演出

### 電影
- 不解之謎（2001年）- 馬面
- DEAD OR ALIVE FINAL（2002年）*日本電影
- 飛龍再生（2003年）
- 一屋兩火（2003年）
- 新紮師妹2（2003年）- 小泉
- 下一站…天后（2003年）- 藤原先生
- 新警察故事（2004年）- Max梁
- 煎釀叄寶（2004年）- 阿力
- 大佬愛美麗（2004年）- Chow's Henchman
- 身驕肉貴（2004年）- 酒保
- 七年很癢（2004年）- 日本人
- 追擊8月15（2004年）
- 神話（2005年）- 古虎
- 後備甜心（2005年）- Sung Chin Yeung
- 情義我心知（2005年）- 曾志成
- 千杯不醉（2005年）- 廚師
- 情意拳拳（2006年）
- 寶貝計劃（2006年）- 日本仔
- 單身部落（2007年）- 大衛
- 新宿事件（2009年）- 渡川強平
- 撲克王（2009年）- Max
- 翡翠明珠（2010年）
- 夜行俠陳真（2010年）
- 分手說愛你（2010年）- Lies Hayama
- 3D肉蒲團之極樂寶鑑（2011年4月14日） - *主演・未央生
- 孤島驚魂（2011年）- 加騰正宏
- 八星抱喜（2012年）- 莫小治
- 低俗喜劇（2012年）- 葉山豪
- 初戀時光（2012年）- 白熠峰
- 石器时代之百万大侦探（2013年4月28日）- *主演・李箖
- 雷朋三世（2014年8月30日）*日本電影
- 鄉味（2014年）- 李慕明
- 天師鬥殭屍（2014年）
- 澳囧 (2015年)
- 肥龍過江（2020年）

### 網絡電影
- 殓師（2016年）
- 小镇风云之仇富者联盟(網絡電影) (2016年)

### 電視劇
- 基度山恩仇記-華麗的復仇-（2018年4月19日 - 6月14日、富士電視台）- 王丹尼

## 資料來源
1. ↑  壹週人物: 伸縮事件葉山豪，壹週刊1101期 [2011-04-14]
2. ↑  葉山豪難忘肉戰10赤條艷女 藍燕無悔全裸 （页面存档备份，存于），頭條新聞 [2021-04-25]
3. ↑  葉山豪首拍日劇晒廣東話 （页面存档备份，存于），東網 [2018-05-23]
4. ↑  《3D肉蒲團》男主角回流日本　日劇演出香港黑道 （页面存档备份，存于），台灣蘋果日報 [2018-05-27]

## 外部連結
- 葉山豪個人博客 （页面存档备份，存于）